# Ancistrocerus lutonidus
Ancistrocerus lutonidus är en stekelart som beskrevs av Richard Mitchell Bohart 1974. Ancistrocerus lutonidus ingår i släktet murargetingar, och familjen Eumenidae. Inga underarter finns listade i Catalogue of Life.